# Paramutation

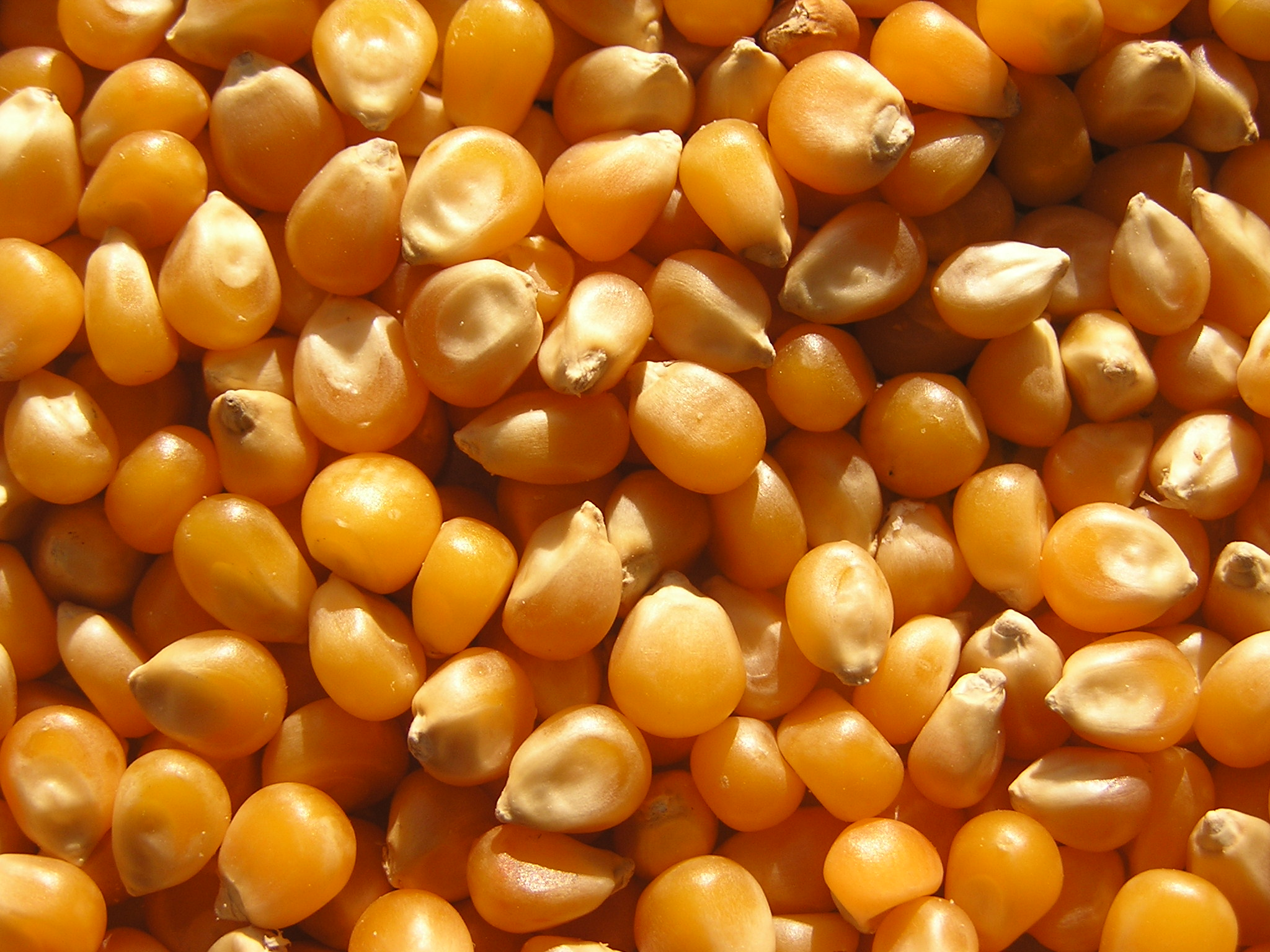
La paramutation fut observée pour la première fois par son effet sur la couleur des grains sur les plants de maïs

La paramutation est une interaction entre deux allèles d'un unique locus. C'est une modification épigénétique héréditaire, découverte chez des plantes et récemment[Quand ?] chez la souris.
Lors d'une paramutation, on obtient un changement héréditaire du phénotype associé à un allèle sauvage à la suite de son passage dans une structure hétérozygote avec un allèle mutant (phénomène quelquefois appelé "conversation interchromosomique").[pas clair]
Ce changement est considéré comme une exception aux lois de Mendel : « les allèles sont retrouvés inchangés lors des ségrégations au cours des croisements ».
Au contraire la paramutation observée chez la souris résulte d'une modification de l'allèle sauvage du gène Kit après transmission à partir d'un hétérozygote avec un allèle mutant "insertion".